# Геюс ван дер Мелен
Агеус Іме "Геюс" ван дер Мелен (нід. Ageaus Yme "Gejus" van der Meulen, 23 січня 1903, Амстердам — 10 липня 1972, Гарлем) — нідерландський футболіст, що грав на позиції воротаря за клуб «Конінклейке ГФК», а також національну збірну Нідерландів.

## Клубна кар'єра
У футболі дебютував 1922 року виступами за команду клубу «Конінклейке ГФК», кольори якої і захищав протягом усієї своєї кар'єри гравця, що тривала чотирнадцять років. 

## Виступи за збірну
1924 року дебютував в офіційних матчах у складі національної збірної Нідерландів. Протягом кар'єри у національній команді, яка тривала 11 років, провів у її формі 54 матчі.
У складі збірної був учасником  футбольного турніру на Олімпійських іграх 1924 року у Парижі, футбольного турніру на Олімпійських іграх 1928 року в Амстердамі, чемпіонату світу 1934 року в Італії, де Нідерланди програли в стартовому матчі швейцарцям (2-3).

### Статистика виступів за збірну
| Nº | Дата              | Змагання | Місто                   |            | Суперник | Рахунок        | Голи |
| -- | ----------------- | -------- | ----------------------- | ---------- | -------- | -------------- | ---- |
| 1  | 27 квітня 1924    | Тов      | Антверпен (Бельгія)     | Нідерланди | 1 – 1    | Бельгія        |      |
| 2  | 27 травня 1924    | OI-1924  | Париж (Франція)         | Нідерланди | 6 – 0    | Румунія        |      |
| 3  | 2 червня 1924     | OI-1924  | Париж (Франція)         | Нідерланди | 2 – 1    | Ірландія       |      |
| 4  | 6 червня 1924     | OI-1924  | Париж (Франція)         | Нідерланди | 1 – 2    | Уругвай        |      |
| 5  | 8 червня 1924     | OI-1924  | Париж (Франція)         | Нідерланди | 1 – 1    | Швеція         |      |
| 6  | 9 червня 1924     | OI-1924  | Париж (Франція)         | Нідерланди | 1 – 3    | Швеція         |      |
| 7  | 2 листопада 1924  | Тов      | Амстердам (Нідерланди)  | Нідерланди | 2 – 1    | ПАР            |      |
| 8  | 15 березня 1925   | Тов      | Антверпен (Бельгія)     | Нідерланди | 1 – 0    | Бельгія        |      |
| 9  | 29 березня 1925   | Тов      | Амстердам (Нідерланди)  | Нідерланди | 2 – 1    | Німеччина      |      |
| 10 | 19 квітня 1925    | Тов      | Цюріх (Швейцарія)       | Нідерланди | 1 – 4    | Швейцарія      |      |
| 11 | 3 травня 1925     | Тов      | Амстердам (Нідерланди)  | Нідерланди | 5 – 0    | Бельгія        |      |
| 12 | 25 жовтня 1925    | Тов      | Амстердам (Нідерланди)  | Нідерланди | 4 – 2    | Данія          |      |
| 13 | 14 березня 1926   | Тов      | Антверпен (Бельгія)     | Нідерланди | 1 – 1    | Бельгія        |      |
| 14 | 28 березня 1926   | Тов      | Амстердам (Нідерланди)  | Нідерланди | 5 – 0    | Швейцарія      |      |
| 15 | 31 жовтня 1926    | Тов      | Амстердам (Нідерланди)  | Нідерланди | 2 – 3    | Німеччина      |      |
| 16 | 13 березня 1927   | Тов      | Антверпен (Бельгія)     | Нідерланди | 0 – 2    | Бельгія        |      |
| 17 | 18 квітня 1927    | Тов      | Амстердам (Нідерланди)  | Нідерланди | 8 – 1    | Чехословаччина |      |
| 18 | 1 травня 1927     | Тов      | Амстердам (Нідерланди)  | Нідерланди | 3 – 2    | Бельгія        |      |
| 19 | 12 червня 1927    | Тов      | Копенгаген (Данія)      | Нідерланди | 1 – 1    | Данія          |      |
| 20 | 13 листопада 1927 | Тов      | Амстердам (Нідерланди)  | Нідерланди | 1 – 0    | Швеція         |      |
| 21 | 20 листопада 1927 | Тов      | Кельн (Німеччина)       | Нідерланди | 2 – 2    | Німеччина      |      |
| 22 | 11 березня 1928   | Тов      | Амстердам (Нідерланди)  | Нідерланди | 1 – 1    | Бельгія        |      |
| 23 | 1 квітня 1928     | Тов      | Антверпен (Бельгія)     | Нідерланди | 0 – 1    | Бельгія        |      |
| 24 | 22 квітня 1928    | Тов      | Амстердам (Нідерланди)  | Нідерланди | 2 – 0    | Данія          |      |
| 25 | 6 травня 1928     | Тов      | Базель (Швейцарія)      | Нідерланди | 1 – 2    | Швейцарія      |      |
| 26 | 30 травня 1928    | OI-1928  | Амстердам (Нідерланди)  | Нідерланди | 0 – 2    | Уругвай        |      |
| 27 | 5 червня 1928     | OI-1928  | Роттердам (Нідерланди)  | Нідерланди | 3 – 1    | Бельгія        |      |
| 28 | 8 червня 1928     | OI-1928  | Роттердам (Нідерланди)  | Нідерланди | 2 – 2    | Чилі           |      |
| 29 | 14 червня 1928    | Тов      | Амстердам (Нідерланди)  | Нідерланди | 1 – 2    | Єгипет         |      |
| 30 | 4 листопада 1928  | Тов      | Амстердам (Нідерланди)  | Нідерланди | 1 – 1    | Бельгія        |      |
| 31 | 17 березня 1929   | Тов      | Амстердам (Нідерланди)  | Нідерланди | 3 – 2    | Швейцарія      |      |
| 32 | 5 травня 1929     | Тов      | Антверпен (Бельгія)     | Нідерланди | 1 – 3    | Бельгія        |      |
| 33 | 9 червня 1929     | Тов      | Стокгольм (Швеція)      | Нідерланди | 2 – 6    | Швеція         |      |
| 34 | 12 червня 1929    | Тов      | Осло (Норвегія)         | Нідерланди | 4 – 4    | Норвегія       |      |
| 35 | 3 листопада 1929  | Тов      | Амстердам (Нідерланди)  | Нідерланди | 1 – 4    | Норвегія       |      |
| 36 | 6 квітня 1930     | Тов      | Амстердам (Нідерланди)  | Нідерланди | 1 – 1    | Італія         |      |
| 37 | 4 травня 1930     | Тов      | Амстердам (Нідерланди)  | Нідерланди | 2 – 2    | Бельгія        |      |
| 38 | 18 травня 1930    | Тов      | Антверпен (Бельгія)     | Нідерланди | 1 – 3    | Бельгія        |      |
| 39 | 8 червня 1930     | Тов      | Будапешт (Угорщина)     | Нідерланди | 2 – 6    | Угорщина       |      |
| 40 | 2 листопада 1930  | Тов      | Цюріх (Швейцарія)       | Нідерланди | 3 – 6    | Швейцарія      |      |
| 41 | 29 березня 1931   | Тов      | Амстердам (Нідерланди)  | Нідерланди | 3 – 2    | Бельгія        |      |
| 42 | 26 квітня 1931    | Тов      | Амстердам (Нідерланди)  | Нідерланди | 1 – 1    | Німеччина      |      |
| 43 | 3 травня 1931     | Тов      | Антверпен (Бельгія)     | Нідерланди | 2 – 4    | Бельгія        |      |
| 44 | 14 червня 1931    | Тов      | Копенгаген (Данія)      | Нідерланди | 2 – 0    | Данія          |      |
| 45 | 29 листопада 1931 | Тов      | Париж (Франція)         | Нідерланди | 4 – 3    | Франція        |      |
| 46 | 8 травня 1932     | Тов      | Амстердам (Нідерланди)  | Нідерланди | 0 – 2    | Ірландія       |      |
| 47 | 29 травня 1932    | Тов      | Амстердам (Нідерланди)  | Нідерланди | 1 – 2    | Чехословаччина |      |
| 48 | 4 грудня 1932     | Тов      | Дюссельдорф (Німеччина) | Нідерланди | 2 – 0    | Німеччина      |      |
| 49 | 22 січня 1933     | Тов      | Амстердам (Нідерланди)  | Нідерланди | 0 – 2    | Швейцарія      |      |
| 50 | 5 березня 1933    | Тов      | Амстердам (Нідерланди)  | Нідерланди | 1 – 2    | Угорщина       |      |
| 51 | 9 квітня 1933     | Тов      | Антверпен (Бельгія)     | Нідерланди | 3 – 1    | Бельгія        |      |
| 52 | 7 травня 1933     | Тов      | Амстердам (Нідерланди)  | Нідерланди | 1 – 2    | Бельгія        |      |
| 53 | 10 грудня 1933    | Тов      | Амстердам (Нідерланди)  | Нідерланди | 0 – 1    | Австрія        |      |
| 54 | 27 травня 1934    | ЧС-1934  | Мілан (Італія)          | Нідерланди | 2 – 3    | Швейцарія      |      |

## Після кар'єри
У 1935 році пішов з футболу і відкрив педіатричну клініку в Гарлемі. Він приєднався до Національного соціалістичного руху в Нідерландах і відкрито підтримував обов'язкові закони Гітлера про стерилізацію. Його погляди рішуче протистояли батькам дітей, яких він лікував, змушуючи його закрити свою клініку. Після німецького вторгнення Ван дер Мюлен приєднався до СС і служив на Східному фронті з 1942 року. Він був заарештований через чотири дні після звільнення Нідерландів і був засуджений у червні 1947 року. Він не виявив сумління і заявив, що не знав, що Нідерланди воюють з Німеччиною, коли він приєднався до СС. Був засуджений до восьми років ув'язнення. У серпні 1949 року був помилуваний і відкрив нову медичну клініку, але зустрів ігнорування як у медичному, так і у футбольному світі. Його єдиними клієнтами були колишні нацистські соратники, і ніхто не хотів говорити з ним, коли їздив бачити свого сина в його колишньому футбольному клубі. Помер 10 липня 1972 року на 70-му році життя у місті Гарлем.